# Karl Miller (Literaturkritiker)
Karl Miller (* 2. August 1931 in Straiton; † 24. September 2014) war ein britischer Literaturkritiker, Herausgeber und Schriftsteller.

## Leben
Miller besuchte die Royal School of Edinburgh und das Downing College in Cambridge. Er wurde literarischer Herausgeber der Zeitschrift The Spectator und des New Statesman. Von der zuletzt genannten Position trat Miller zurück, da er sich mit dem Herausgeber der Zeitschrift Paul Johnson nicht einigen konnte, in welchem Maß die Literaturzeitschrift schwierigen Themen offenstehen sollte. Ein weiterer Streitpunkt war Johnsons Abneigung gegen die Beatles und ihre Fans (Berry 214).
Miller war dann von 1967 bis 1973 Herausgeber der Zeitschrift The Listener und von 1979 bis 1992 der London Review of Books, die er gründete. Von 1974 bis 1992 war er auch Professor für moderne englische Literatur am University College London.

## Werke
- Poetry from Cambridge 1952-4 Herausgeber
- Cockburn's Millennium (1975) Biographie von Henry Cockburn, James Tait Black Memorial Prize
- Doubles (1985) Kritik
- Rebecca's Vest (1994) Memoiren
- Dark Horses (1998) Memoiren
- The Electric Shepherd: A Likeness of James Hogg (2004) Biographie